# Championnats de Hongrie d'escrime 1925
Navigation
Édition précédente Édition suivante
Les championnats de Hongrie d'escrime 1925 ont lieu le 26 avril 1925 pour le fleuret et les 9 et 10 mai 1925 pour le sabre à Budapest. Ce sont les vingt et unièmes championnats d'escrime en Hongrie. Ils sont organisés par la MVSz.
Les championnats comportent deux épreuves, le fleuret masculin et le sabre masculin.
Ödön Tersztyánszky devient le troisième tireur de l'histoire à s'imposer dans les deux épreuves du championnat. Ses deux prédécesseurs sont Béla Békessy en 1905 et 1906 et Péter Tóth en 1911.

## Classements
| Épreuves          | Or                     | Argent                      | Bronze                      |
| ----------------- | ---------------------- | --------------------------- | --------------------------- |
| Fleuret           |                        |                             |                             |
| Hommes individuel | Ödön Tersztyánszky MAC | József Rády MAC             | Péter Tóth MAC              |
| Sabre             |                        |                             |                             |
| Hommes individuel | Ödön Tersztyánszky MAC | János Garay Tisza István VC | Jenő Uhlyarik Wesselényi VC |